# 적응증
적응증(適應症, 영어: indication)은 어떤 약이나 수술로 치료 효과를 볼 수 있을 것이라고 생각되는 질환이나 증세로, 특정 검사나 치료를 시행할 수 있는 합당한 이유를 말한다. 특정한 약물이나 수술에는 여러 가지 적응증이 있을 수 있다. 적응증은 진단과 혼동되기도 한다. 진단은 특정 질환에 대한 평가이지만 적응증은 그런 검사를 하는 이유를 말한다.
적응증의 반댓말은 금기증(영어: contraindication)이다. 금기증은 치료의 위험이 이득보다 확실히 커서 어떤 치료를 하지 않는 상황이다.